# Károly Stephanides
Károly Stephanides (hongarès: Stephanides Károly)  (Pest, 7 d'abril de 1871 - Budapest, 19 de juny de 1964) fou un director d'orquestra i compositor hongarès.
Deixeble de Nikobies, de 1898 a 1905 fou primer director d'orquestra del Teatre Nacional de Kolozsvár; el 1908 del Teatre Còmic de Budapest, i després del Teatre Municipal.
Les seves obres principals són: A bakter òpera còmica; Flórika szerelme (1898); Mátyás király szerelme, òperes còmiques (1905), i Kislám, opereta, així com melodies vocals i altres composicions de menor importància.